# Sophie Cross
Production
Diffusion
Sophie Cross, diffusée en Allemagne sous le titre Gefährliche Dünen (Dangereuses dunes), est une série télévisée franco-germano-belge réalisée par Frank Van Mechelen sur un scénario de Paul Piedfort et diffusée en Allemagne sur Das Erste à partir du 23 mai 2021, en Belgique sur La Une à partir du 7 novembre 2021 et en France sur France 3 à partir du 9 novembre 2021,.
Cette fiction est une coproduction de France.tv studio, Les Gens (division francophone de la maison de production flamande De Mensen), ndF international Production, Gardner & Domm, ARD Degeto et la RTBF (télévision belge), avec la participation de France Télévisions et le soutien financier de Screen Flanders,,,,.

## Synopsis
Sophie, avocate, et son mari Thomas, commissaire de police, habitent avec leur fils de cinq ans Arthur une maison au bord des dunes et d'une plage de la Mer du Nord,,,,,.
Mais, un jour, le drame survient alors que le petit garçon joue au cerf-volant dans les dunes près de la maison : un appel téléphonique du cabinet d'avocats de Sophie, trente secondes d'inattention et Arthur disparaît sans laisser de traces autres que son cerf-volant rouge abandonné dans les buissons,,,,,,. En l'absence de demande de rançon, l'enquête de la police piétine, bien que Thomas soit commissaire,,.
Les années passent et Sophie ne peut se résigner : elle abandonne sa carrière d'avocate, suit une formation et intègre la police dans l'unité dirigée par son mari afin de retrouver la trace du petit Arthur,,,,,.

## Distribution principale
- Famille Leclercq
  - Alexia Barlier : Sophie Cross

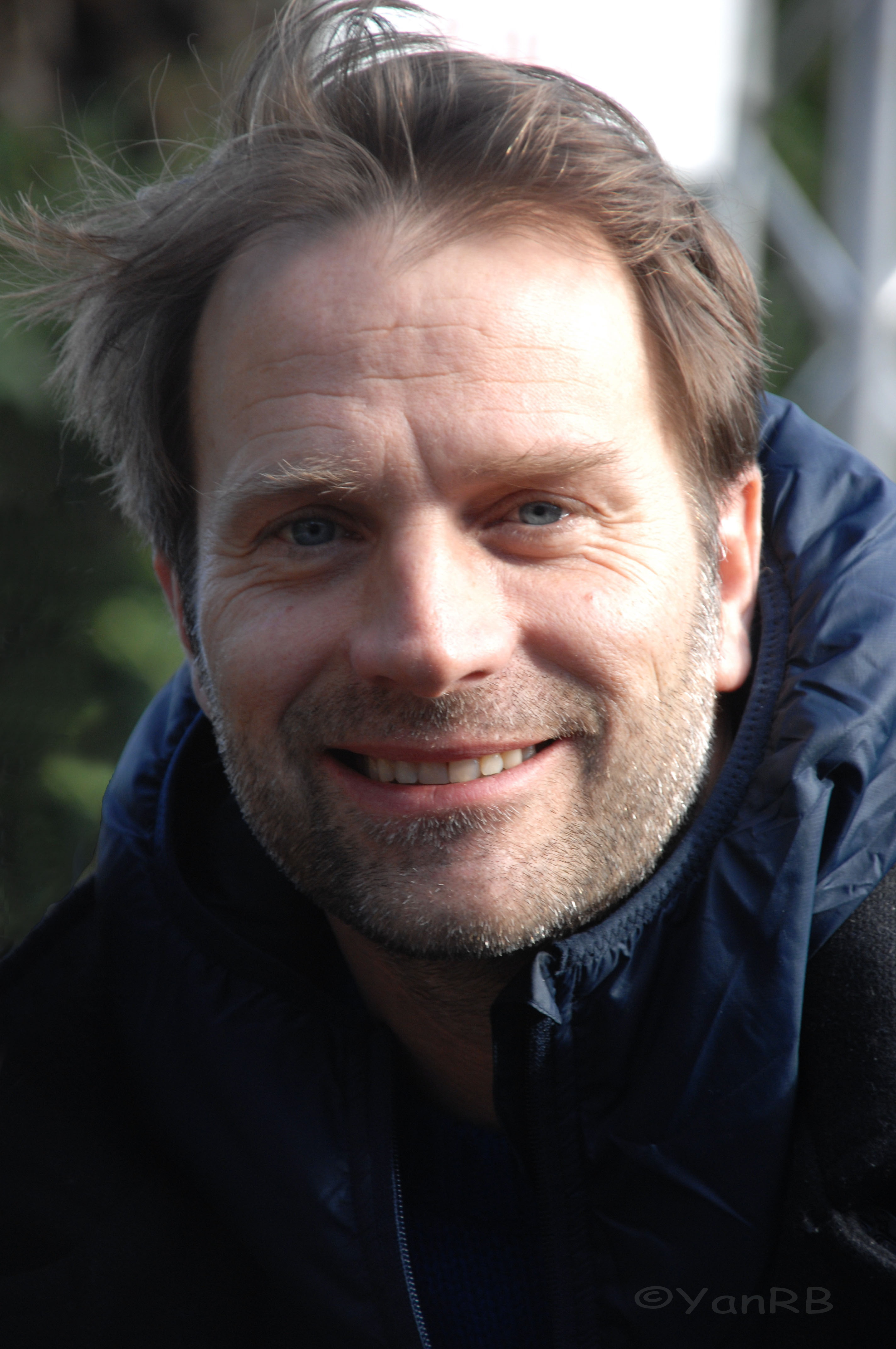
Thomas Jouannet.

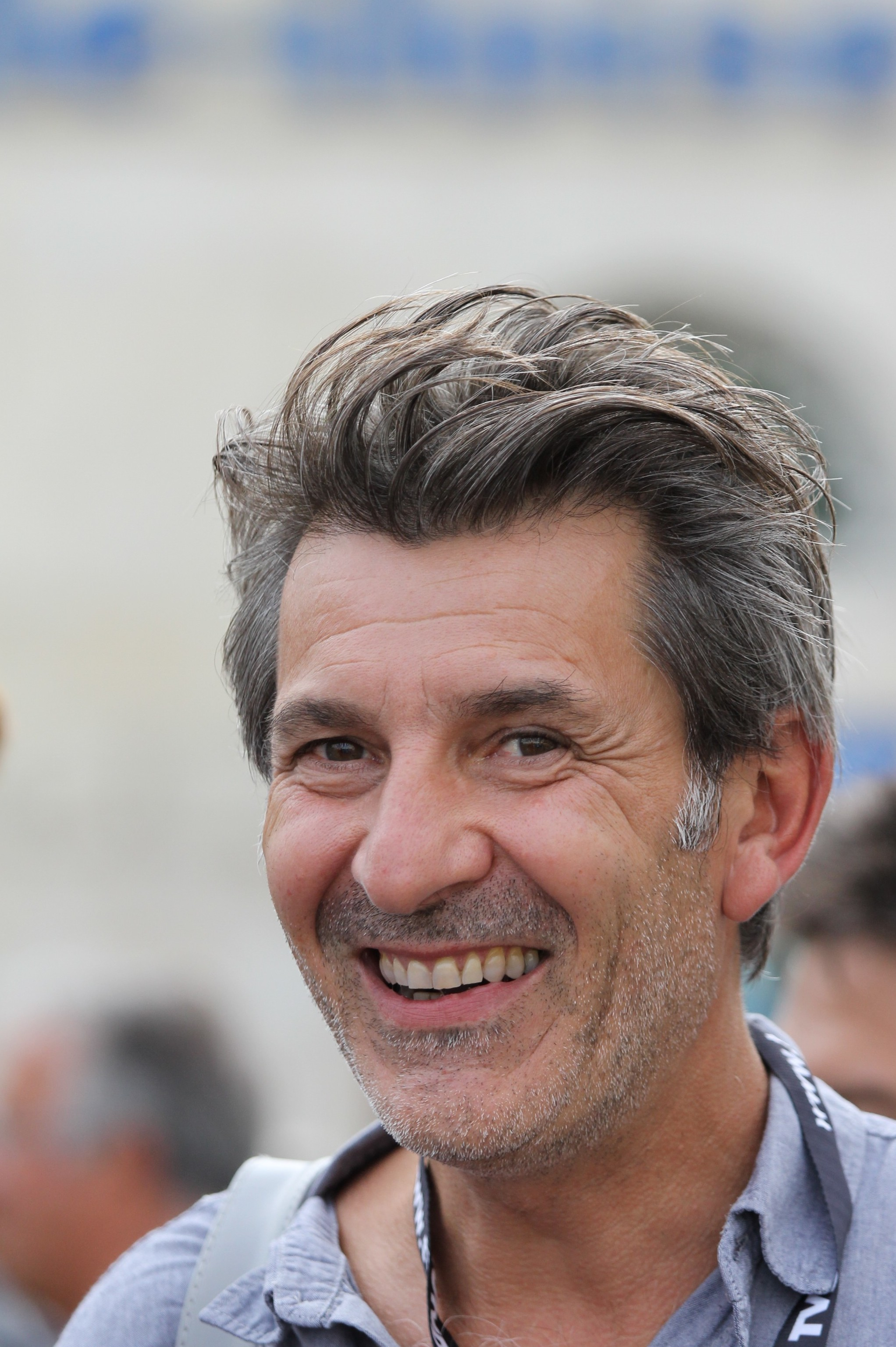
Fred Bianconi.

  - Thomas Jouannet : commissaire Thomas Leclercq
  - Martin Verset : Arthur Leclercq
- Police
  - Police criminelle
    - Nganji Mutiri : commissaire divisionnaire
    - Cyril Lecomte : capitaine Gabriel Deville
    - Mariama Gueye : lieutenant Amina Dequesne
    - Oussama Kheddam : lieutenant Fred Fontaine
    - Wanja Mues : médecin légiste Alexander Brandt
    - Aïssatou Diop : Chirine

  - Recherche des personnes disparues
    - Fred Bianconi : commissaire Maxime Lecomte

  - Inspection générale de la Police nationale
    - Soufian El Boubsi : Omar Benali
    - Philippe Résimont : Claude Vautier

## Production

### Genèse et développement
La série est une coproduction franco-germano-belge filmée principalement sur la côte belge, mais en français, et avec des acteurs principalement français,.
Elle a été écrite par le scénariste flamand Paul Piedfort, tournée par le réalisateur flamand Frank Van Mechelen avec une équipe majoritairement flamande, et coproduite par la division francophone de la maison de production flamande De Mensen,, : « C'est la première fois qu'une maison de production belge réalise une série policière haut de gamme directement pour des chaînes étrangères »,.
Les dialogues sont de Marie-Anne Le Pezennec,.
En novembre 2023, France 3 fait savoir à Allociné que l'écriture de la saison 3 est en développement.

### Tournage
Le tournage de la saison 1 se déroule du 10 août au 6 novembre 2020 en Belgique à Ostende, Coxyde, Anvers, Bruges, Bruxelles et Liège,,,,,, bien que l'action se déroule en France.
Comme le souligne le réalisateur Frank Van Mechelen : « En tant que réalisateur, vous recevez des histoires passionnantes, émouvantes et touchantes, écrites par un scénariste qui a donné le meilleur de lui-même, et vous avez l'occasion de travailler avec une équipe internationale de premier plan. Sophie Cross est un exemple de ce genre de série. Il fallait s'adapter mais le covid ne nous a pas abattus, il nous a seulement rendus plus résistants. Sophie Cross est devenu une série merveilleuse et je suis très fier qu'elle soit diffusée sur la grande chaîne allemande Das Erste, et plus tard en France et en Belgique ».
Le tournage de la saison 2 par Adeline Darraux se déroule de septembre à décembre 2022 en Belgique,,,.

### Fiche technique
- Titre français : Sophie Cross
- Genre : Policier, drame[1],[18]
- Production : Toma de Matteis, Raphaël Benoist, Emma Definod, Catherine Burniaux, Christophe Toulemonde, Pieter Van Huyck, Maik Homberger, Eric Welbers[6],[18]
- Sociétés de production : France.tv studio, Les Gens (division francophone de la maison de production flamande De Mensen), ndF international Production, Gardner & Domm, ARD Degeto et la RTBF (télévision belge)[4],[5]
- Réalisation : Frank Van Mechelen pour la saison 1[1],[3],[4],[5],[6],[18], Adeline Darraux pour la saison 2[14],[15],[13]
- Scénario : Paul Piedfort[1],[3],[4],[5],[6],[18]
- Dialogues : Marie-Anne Le Pezennec[5],[6].
- Musique : Joseph Guigui, David Dahan[2],[11]
- Photographie : Diego Dezuttere[2],[18],[11]
- Générique : Florian Lalanne, Jessica Lafage
- Décors : Max Van Essche[11]
- Costumes : Stephan Rollo, Samira Benali[11]
- Montage : Bertrand Maillard, Pascal Jauffres[11]
- Son : Hans Tourné
- Montage : Paul Jauffres
- Maquillage : Carina Smekens, Sabrina Hamels
- Pays de production :  France /  Belgique /  Allemagne[1],[3],[4]
- Langue originale : français[18]
- Format : couleur[18]
- Nombre de saisons : 2
- Nombre d'épisodes[1],[18] : 3 épisodes par saison
- Durée[18] : 90 minutes
- Dates de première diffusion :
  - Saison 1 :
    - Allemagne : 23 mai 2021 sur Das Erste sous le titre Gefährliche Dünen (Dangereuses dunes)[2],[4] au lieu du titre Crossroads initialement prévu[9]
    - Belgique : 7 novembre 2021 sur la Une[1]
    - France : 9 novembre 2021 sur France 3[5]

  - Saison 2 :
    - Belgique : 15 juin 2023 sur la Une[19]

## Épisodes

### Saison 1

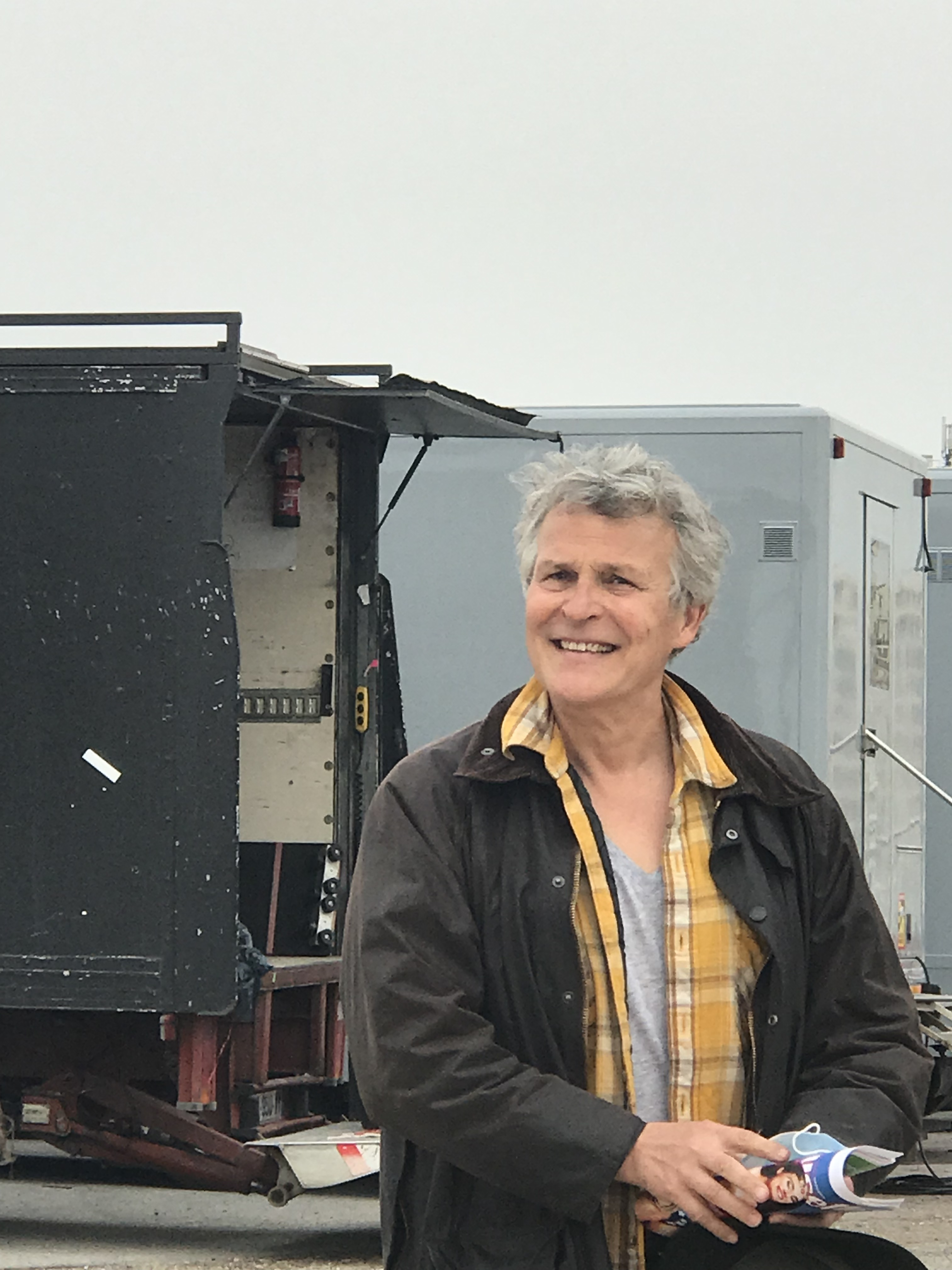
Frédéric van den Driessche.

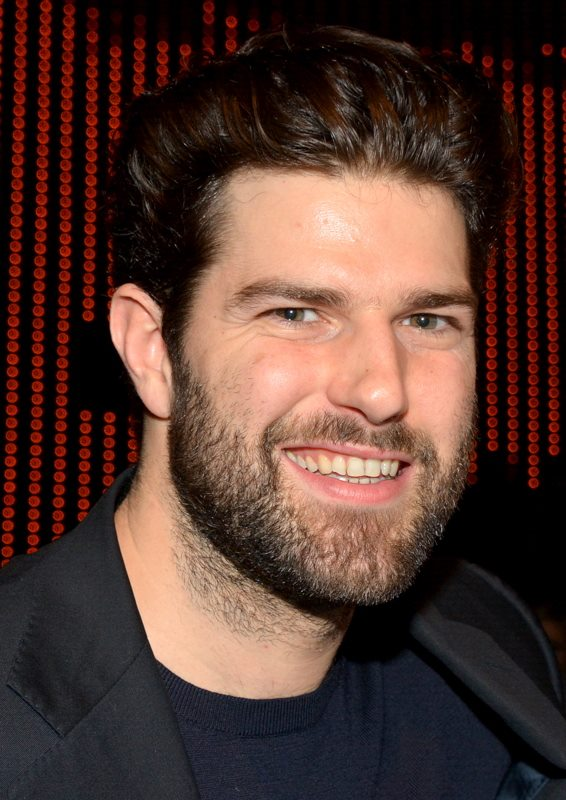
Olivier Barthélémy.

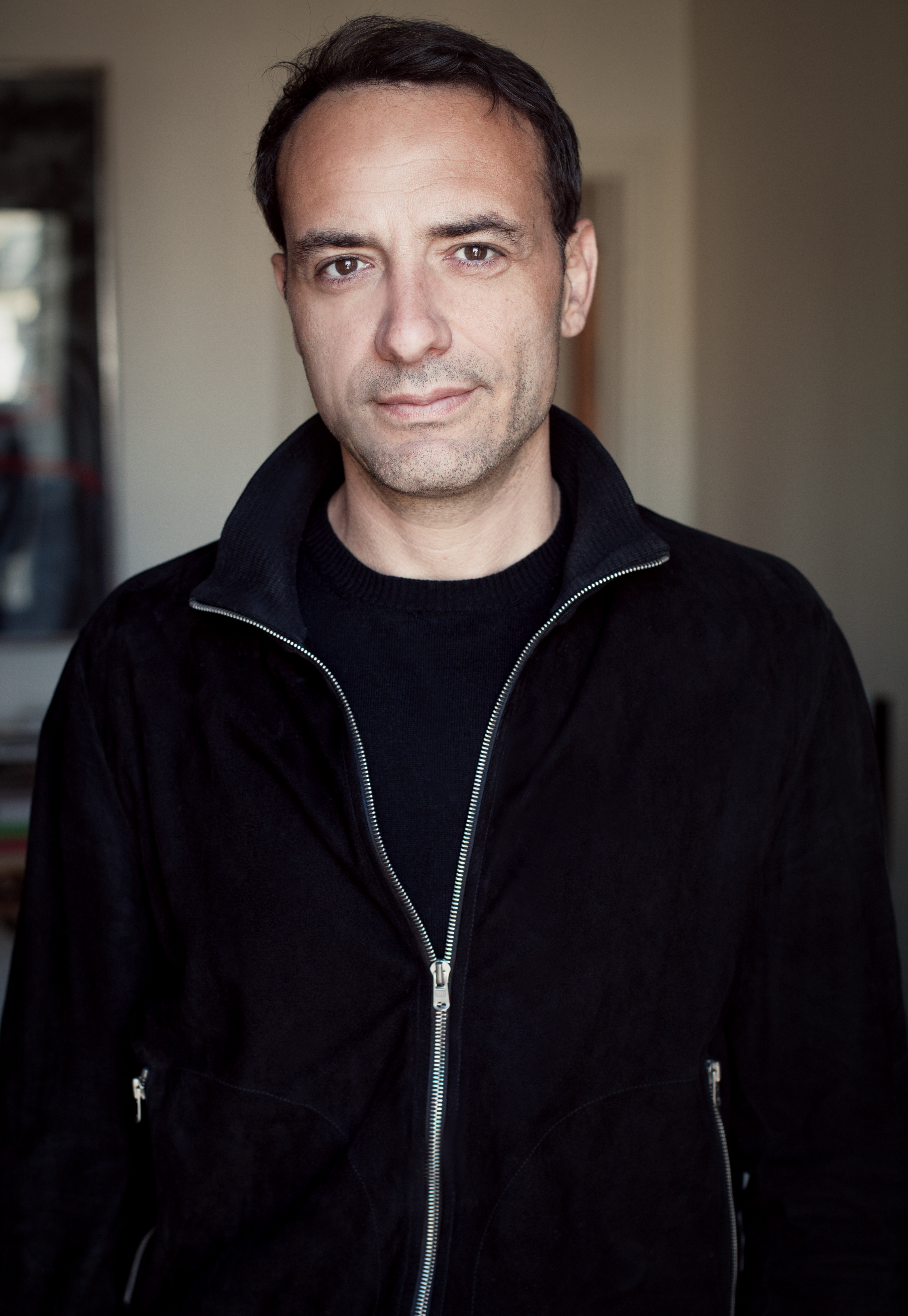
Olivier Soler.

#### Nouveau départ
- Amélie Remacle : Emma Langer
- Olivier Soler : Olivier Marchand
- Martin Verset : Arthur Leclercq
- Edwidge Baily : Psychologue Christina
- Hoonaz Ghojallu : Élise El Hakehal
- Mark Grosy : Dr Bastien Danglard, chirurgien au CHU
- Michaël Erpelding : dealer Loïc Danvers
- Patrick Brüll : Thierry Guillaume, patron de boîte de nuit et trafiquant de drogue
- Aurélien Recoing : Alain Breton, membre du groupe de parole
- Stéphanie Van Vyve : Eva Danglard
- Aurélia Bonta : Wendy Danvers
- Alexandra Georgiadis : infirmière Lucie Russo
- Stéphane Delvigne : Président du jury
- Christian Dalimier : Dr Christian Durand, directeur de la clinique Dubois

#### Stella Maris
- Frédéric van den Driessche : Paul Renaud
- Naïma Rodric : Estelle Renaud
- Julie Basecqz : Agnès Duclos
- France Bastoen : Sandrine Bossue
- Lolita Vanhauwe : Jade Lemaire
- Carole Trevoux : Ingrid Renaud
- Thibault Neve : Jérémy Seydouck
- Stefan Cuvelier : Bruno Gauthier
- Luna Halloy : Lola Gauthier
- Ya11nnick Decoster : Louis Stavros
- Olivier Figus : Claude Lemaire

#### Affaire classée
- Olivier Barthélémy : Joseph Montoya
- Olivier Soler : Olivier Marchand, avocat de Joseph Montoya
- Frédérique Tirmont : Edith Mueller
- Christophe Sermet : David Mueller
- Jules Churin : Benjamin Mueller
- Anabel Lopez : Sandra Stanic

### Saison 2

#### Sans laisser de trace
- Olivier Soler : avocat Olivier Marchand
- Lila Guiraud : Rose Jansen
- Olivier Massart : Daniel Merieux
- Nadia Fossier : Nadia Merieux
- Félix Barel : Jonas Merieux

#### Médaille d'or
- Michel de Warzée : Jasper Vitock
- Marcel Gonzales : Alain Peeters
- Bérénice Baôo : Christiane Peeters
- Daniel Njo Lobé : Bertrand Tillie
- Lisa Do Couto Texeira : Sarah Tillie

#### Casino Royal
- Smadi Wolfman : Sybille Blondel
- Yvon Back : Jean-François Blondel
- Yris Jacqmin : Valérie Caron
- Amélie Colonello : Fanny Lopez
- Charlie Dupont : Cyril Damien

## Accueil

### Audiences et diffusion

#### En Allemagne
La saison 1 est diffusée en Allemagne sur la chaîne Das Erste sous le titre Gefährliche Dünen (Dangereuses dunes) les 23, 24 et 29 mai 2021 sous la forme de trois épisodes intitulés Teuflischer Plan (Un plan diabolique), Tödliche Wahrheit (Une vérité mortelle) et Blutige Geschäfte (Une affaire sanglante),,.

#### En Belgique
En Belgique, la saison 1 est diffusée sous la forme de six épisodes présentés par salve de deux épisodes les dimanches vers 20 h 50 sur La Une à partir du 7 novembre 2021.
La saison 2 est diffusée sous le même format les jeudis vers 20 h 30 sur La Une à partir du 15 juin 2023.
| Épisode | Diffusion                 | Diffusion         | Audience moyenne          | Audience moyenne                       | Réf.   |
| Épisode | Jour                      | Horaire           | Nombre de téléspectateurs | Part de marché (sur les 4 ans et plus) | Réf.   |
| ------- | ------------------------- | ----------------- | ------------------------- | -------------------------------------- | ------ |
| S1 E1   | Dimanche 7 novembre 2021  | 20 h 51 - 21 h 48 | 327 783                   | 18,8 %                                 | [ 22 ] |
| S1 E2   | Dimanche 7 novembre 2021  | 21 h 48 - 22 h 43 | 327 783                   | 18,8 %                                 | [ 22 ] |
| S1 E3   | Dimanche 14 novembre 2021 | 20 h 53 - 21 h 42 | 381 668                   | 22,5 %                                 | [ 23 ] |
| S1 E4   | Dimanche 14 novembre 2021 | 21 h 42 - 22 h 49 | 381 668                   | 22,5 %                                 | [ 23 ] |
| S1 E5   | Dimanche 21 novembre 2021 | 20 h 53 - 21 h 42 | 425 685                   | 25,1 %                                 | [ 24 ] |
| S1 E6   | Dimanche 21 novembre 2021 | 21 h 42 - 22 h 49 | 425 685                   | 25,1 %                                 | [ 24 ] |
|         |                           |                   |                           |                                        |        |
| S2 E1   | Jeudi 15 juin 2023        | 20 h 30 - 21 h 30 | 188 892                   | n.c.                                   | [ 25 ] |
| S2 E2   | Jeudi 15 juin 2023        | 21 h 30 - 22 h 30 | 188 892                   | n.c.                                   | [ 25 ] |
| S2 E3   | Jeudi 22 juin 2023        | 20 h 30 - 21 h 30 | 233 799                   | n.c.                                   | [ 26 ] |
| S2 E4   | Jeudi 22 juin 2023        | 21 h 30 - 22 h 30 | 233 799                   | n.c.                                   | [ 26 ] |
| S2 E5   | Jeudi 29 juin 2023        | 20 h 40 - 21 h 40 | 222 623                   | n.c.                                   | [ 27 ] |
| S2 E6   | Jeudi 29 juin 2023        | 21 h 40 - 22 h 40 | 222 623                   | n.c.                                   | [ 27 ] |

- Les plus hauts chiffres d'audience
- Les plus bas chiffres d'audience

#### En France
En France, la saison 1 est diffusée sous la forme de trois épisodes les mardis vers 21 h 05 sur France 3 à partir du 9 novembre 2021.
La saison 2 est diffusée les mardis vers 21 h 10 sur France 3 à partir du 31 octobre 2023.
| Épisode                | Diffusion              | Diffusion              | Audience moyenne          | Audience moyenne                       | Audience moyenne         | Audience moyenne | Réf.   |
| Épisode                | Jour                   | Horaire                | Nombre de téléspectateurs | Part de marché (sur les 4 ans et plus) | Part de marché (FRDA-50) | Classement       | Réf.   |
| ---------------------- | ---------------------- | ---------------------- | ------------------------- | -------------------------------------- | ------------------------ | ---------------- | ------ |
| S1 E1                  | Mardi 9 novembre 2021  | 21 h 05 - 22 h 45      | 3 842 000                 | 17,6 %                                 | 6,4 %                    | 2e               | [ 29 ] |
| S1 E2                  | Mardi 16 novembre 2021 | 21 h 05 - 22 h 40      | 3 711 000                 | 16,7 %                                 | 6,9 %                    | 2e               | [ 30 ] |
| S1 E3                  | Mardi 23 novembre 2021 | 21 h 05 - 22 h 40      | 4 122 000                 | 18,6 %                                 | 5,4 %                    | 2e               | [ 31 ] |
| Moyenne de la saison 1 | Moyenne de la saison 1 | Moyenne de la saison 1 | 3 892 000                 | 17,6 %                                 | 6,2 %                    | 2e               | [ 32 ] |
| S2 E1                  | Mardi 31 octobre 2023  | 21 h 10 - 22 h 55      | 3 255 000                 | 16,8 %                                 |                          | 1er              | [ 33 ] |
| S2 E2                  | Mardi 7 novembre 2023  | 21 h 10 - 22 h 55      | 3 654 000                 | 17,7 %                                 | 2,8 %                    | 1er              | [ 34 ] |
| S2 E3                  | Mardi 14 novembre 2023 | 21 h 10 - 22 h 55      | 3 942 000                 | 20,1 %                                 | 2,9 %                    | 1er              | [ 35 ] |
| Moyenne de la saison 2 | Moyenne de la saison 2 | Moyenne de la saison 2 | 3 617 000                 | 18,2 %                                 |                          | 1er              | [ 36 ] |

- Les plus hauts chiffres d'audience
- Les plus bas chiffres d'audience

### Accueil critique
Pour Noémie Jadoulle, de la RTBF, Alexia Barlier « incarne avec justesse et sensibilité une ex-avocate devenue flic à la suite de la disparition de son fils Arthur. Une série policière prenante ».
Jean-Christophe Nurbel, du site Bulles de culture, estime que « Sophie Cross est une nouvelle série policière avec une héroïne forte et fragile, plongée dans des intrigues criminelles classiques, agrémentées d'un peu de tension et de séduction ».
Pour Télé 7 jours, Sophie Cross est « une série addictive bien rythmée qui repose en partie sur la solide performance de l'actrice Alexia Barlier ».
Télé Cable Sat souligne le « scénario qui fait cohabiter une intrigue policière efficace et un fil rouge émotionnel ».